# Edgar Loening
Edgar Loening (født 14. juni 1843 i Paris, død 19. februar 1919 i Halle a. S.) var en tysk retslærd, søn af Karl Friedrich Loening og bror til Richard Loening.
Loening blev Dr. phil. 1865, Dr. jur. og privatdocent i Heidelberg 1867, 1870 ansat i guvernementet i Alsace, 1872 ekstraordinær professor i Strasbourg. 1877 ordentlig professor i Dorpat, 1883 i Rostock, 1886 i Halle a. S.. 1901 blev han livsvarigt medlem af Herrehuset, hvor han tilhørte det nationalliberale parti. Loening var elev af Richter, Bluntschli og Gneist; både hans historiske, dogmatiske og retsfilosofiske forfattervirksomhed vidner om grundig lærdom og trang til alvorligt og vedholdende kildestudium. Hans første større arbejde Die Verwaltung des General-Gouvernements im Elsass (1874) efterfulgtes af en række stats- og forvaltningsretlige afhandlinger og skrifter, således blandt andet Die Haftung des Staats aus rechtswidrigen Handlungen seiner Beamten nach deutschem Privat- und Staatsrecht (1879), Lehrbuch des Verwaltungsrechts (1884), Die Repräsentativverfassung im XIX Jahrhundert (1899), Grundzüge der Verfassung des Deutschen Reichs (1901, 4. oplag 1913), Kaiser und Reich 1885—1913 (1913) og Abhandlungen und Aufsätze. I. Gerichte und Verwaltungsbehörden in Brandenburg-Preussen (1914). Loenings store, ufuldendte værk Geschichte des deutschen Kirchenrechts (I—II 1878) behersker suverænt det mægtige stof, i Die Gemeindeverfassung des Urchristenthums (1888) søger han ad historisk vej at vinde klarhed over den kristne kirkes oprindleige forfatning. Loenings Festrede zur Jahresfeier der Stiftung des Universität Dorpat am 12. December 1879 (1880) og afhandlingen Die philosophischen Ausgangspunkte der rechtshistorischen Schule (1910) hører til de bedste bidrag til klarlæggelsen af den historiske retsskoles tanker. Sammen med Johannes Conrad, Ludwig Elster og Wilhelm Lexis udgav Loening Handwörterbuch der Staatswissenschaften (I—VIII 1890—97, 3. oplag 1909—11), med de samme fra 1891 Jahrbücher für Nationalökonomie und Statistik. Han udgav Bluntschlis Staatswörterbuch in drei Banden (I—III, 2. subskriptionsudgave 1875—76) og gennemså 6. oplag af Bluntschlis Lehre vom modernen Staat. I. Allgemeine Staatslehre (1886), II. Allgemeines Staatsrecht (1885).